# مزار سلطان زید
مزار سلطان زید مربوط به دوره صفوی است و در شهرستان بیرجند، بخش مرکزی، روستای بجد واقع شده و این اثر در تاریخ ۲۷ مرداد ۱۳۸۲ با شمارهٔ ثبت ۹۶۰۵ به‌عنوان یکی از آثار ملی ایران به ثبت رسیده است.